# Atanazy Wielki
Atanazy Wielki (gr. Μέγας Αθανάσιος), Atanazy Aleksandryjski (gr. Αθανάσιος Αλεξανδρείας, cs. Святой Афана́сий Великий, архиепископ Александрийский; ur. ok. 295, zm. 2 maja 373) – biskup Aleksandrii, pisarz wczesnochrześcijański, teolog-apologeta, kaznodzieja, ojciec i doktor Kościoła, święty Kościoła katolickiego i prawosławnego.

## Życiorys
Urodził się w Egipcie, najprawdopodobniej w Aleksandrii, z pochodzenia był Grekiem. Władał greką oraz koptyjskim. W młodości żył w odosobnieniu na pustyni egipskiej, gdzie spotkał swojego późniejszego mistrza, św. Antoniego Pustelnika. W 319 r. przyjął diakonat. Na sobór nicejski (325) przyjechał u boku swego biskupa św. Aleksandra. Brał czynny udział w walce przeciw arianom i przyczynił się do potępienia ich poglądów. To spowodowało późniejsze intrygi przeciw niemu i wygnania. W 328 r. został wybrany biskupem Aleksandrii. W 335 r. cesarz Konstantyn pod wpływem Euzebiusza z Nikomedii skazał go na wygnanie, po tym jak Atanazy chciał wymusić na władcy anulowanie ogłoszenia go biskupem. Święty spędził ten czas w Trewirze. Był w tym czasie gościem m.in. św. Serwacego, biskupa Tongeren. 

### Pierwsze wygnanie
Swój pierwszy konflikt Atanazy miał z Melecjuszem z Lykopolis i jego zwolennikami, którzy nie przestrzegali decyzji doktrynalnych z Pierwszego Soboru Nicejskiego. Sobór ten również nałożył ekskomunikę na Ariusza. Oskarżony o złe traktowanie arian i melecjan, Atanazy odpowiedział na te zarzuty na zgromadzeniu biskupów na pierwszym Synodzie w Tyrze w 335 r. Tam Euzebiusz z Nikomedii i inni zwolennicy Ariusza osądzili  Atanazego i pozbawili go urzędu. 6 listopada obie strony sporu spotkały się z cesarzem Konstantynem I w Konstantynopolu. Podczas tego spotkania arianie twierdzili, że Atanazy będzie próbował odciąć egipskie dostawy zboża do Konstantynopola. Został uznany za winnego i zesłany na wygnanie do Augusta Treverorum w Galii (obecnie Trewir w Niemczech).
Po dotarciu na miejsce wygnania w 336 r., Atanazy został przyjęty przez Maksymina z Trewiru, ale nie jako osoba zhańbiona. Atanazy przebywał u niego przez dwa lata. Konstantyn zmarł w 337 r., a jego następcami zostali jego trzej synowie: Konstantyn II, Konstancjusz oraz Konstans. Paweł I, arcybiskup Konstantynopola, przestrzegł cesarza Konstansa przed arianami, ujawniając ich spiski – a także został wygnany i znalazł schronienie u Maksymina.

### Drugie wygnanie

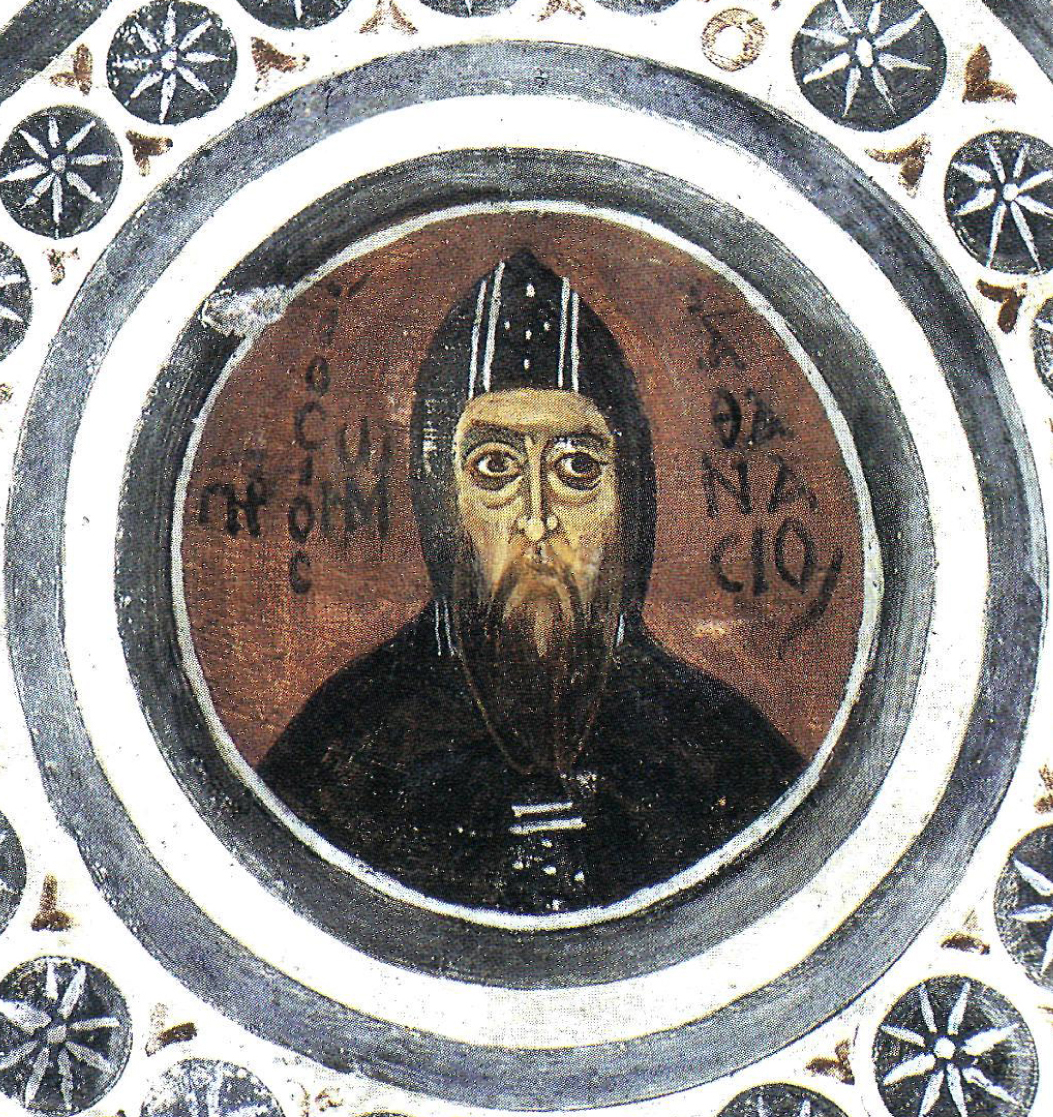
Fresk w Osios Lukas w Grecji (XI wiek)

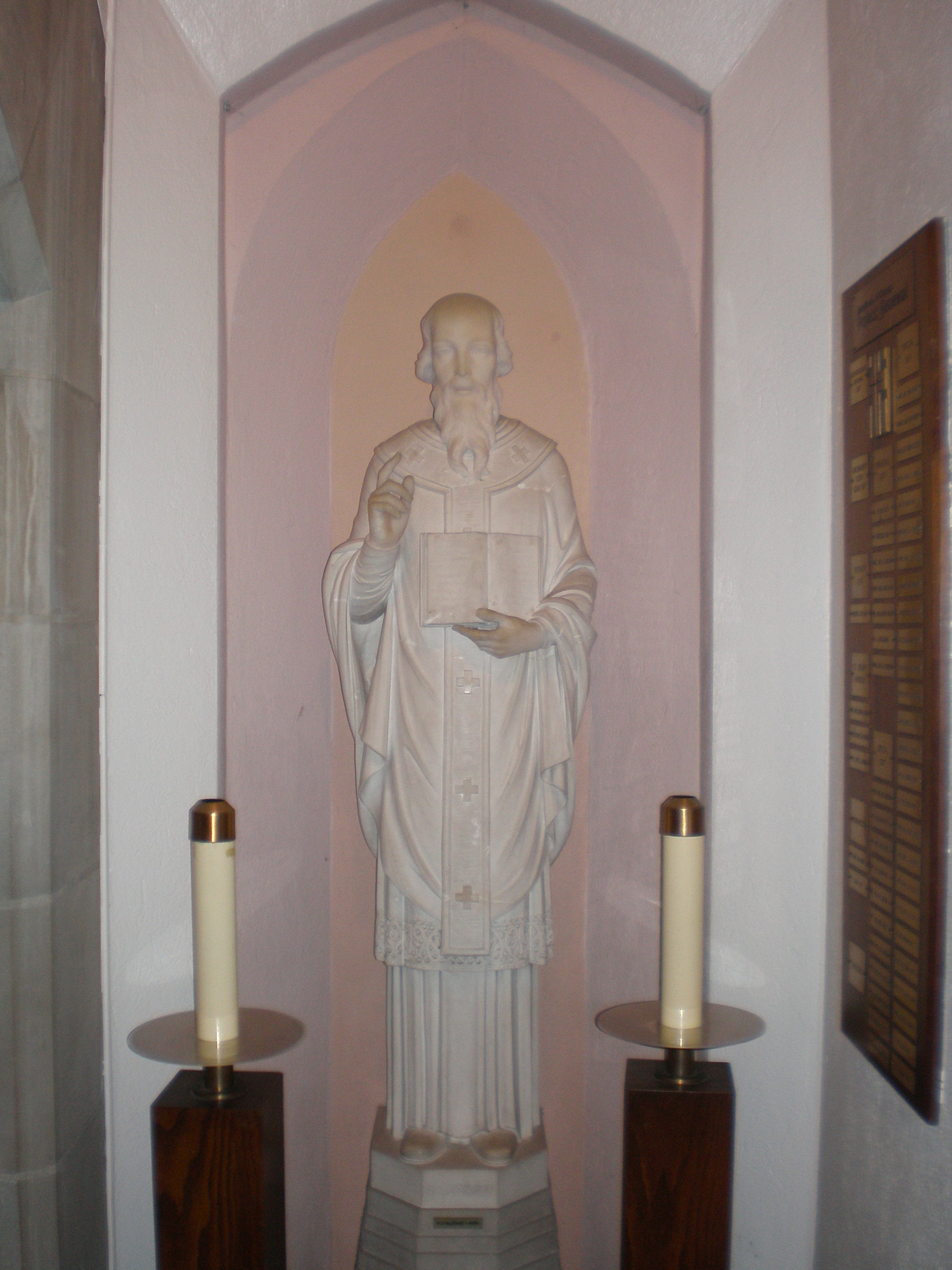
Posąg w kościele św. Atanazego w Evanston, Illinois

#### Objęcie rządów przez Konstancjusza II
Po śmierci cesarza Konstantyna I (rok 337), pozwolono Atanazemu wrócić do Aleksandrii z pierwszego wygnania. Jednak już w 338 r. Konstancjusz II odnowił rozkaz wygnania biskupa. Atanazy nadal walczył z arianami, zyskując poparcie papieża, biskupów zachodnich i synodów. „W ciągu kilku tygodni wyruszył do Rzymu, aby przedstawić swoją sprawę całemu Kościołowi. Zwrócił się do papieża Juliusza, który zajął się jego sprawą z całym sercem, które nie wahało się aż do dnia jego śmierci. Papież zwołał w Rzymie synod biskupów. Po dokładnym i szczegółowym zbadaniu całej sprawy niewinność prymasa została ogłoszona światu chrześcijańskiemu”. W tym czasie Grzegorz z Kapadocji, ariański biskup, został patriarchą Aleksandrii, uzurpując sobie prawo do tego tytułu z racji nieobecności Atanazego; biskup ten pozostawał jednak w kontakcie ze swoim ludem za pośrednictwem swoich corocznych „Listów świątecznych”, w których również ogłaszał datę obchodów Wielkanocy w tym roku.

#### Poparcie biskupów wobec Atanazego
W 339 lub 340 blisko setka biskupów zebrała się w Aleksandrii, gdzie zadeklarowali swe poparcie dla Atanazego  i zdecydowanie odrzucili krytykę frakcji Euzebiusza w Tyrze. Ponadto papież Juliusz napisał do zwolenników Ariusza usilnie nalegając na przywrócenie Atanazego na dotychczasowe stanowisko, ale wysiłek ten okazał się daremny. Papież zwołał synod w Rzymie w 340 r., aby zająć się tą sprawą; w rezultacie Atanazy został ogłoszony prawowitym biskupem Aleksandrii.

#### Sobór w Serdyce w 343
Na początku 343 roku Atanazy spotkał się z Hozjuszem z Kordoby i razem wyruszyli do miasta Serdica (obecna Sofia.) Zwołano tam  sobór, zgodnie z życzeniem biskupa Rzymu. Na tym wielkim zgromadzeniu prałatów i przywódców Kościoła, sprawa Atanazego została ponownie podjęta, w związku z czym biskup został formalnie przesłuchany w sprawie występków, a nawet morderstwa (w Egipcie zaginął biskup o imieniu Arseniusz; Atanazy został obwiniony za jego śmierć, a oskarżyciele – w ramach dowodu – rzekomo okazali nawet odciętą rękę Arseniusza).
Sobór został zwołany w celu zbadania zarzutów postawionych Atanazemu i innym biskupom, z powodu których zostali oni usunięci ze swoich biskupstw przez pół-ariański synod w Antiochii w 341 roku i udali się na wygnanie. Biskupi Euzebiusza sprzeciwiali się dopuszczeniu Atanazego i innych zdetronizowanych duchownych do soboru, z wyjątkiem osób oskarżonych, aby odnieśli się do postawionych im zarzutów. Ich obiekcje zostały odrzucone przez ortodoksyjnych biskupów. Euzebijczycy, widząc, że nie mają szans na poparcie swoich poglądów, wycofali się do Filippolis w Tracji, gdzie zwołali sobór opozycyjny pod przewodnictwem patriarchy Antiochii i zatwierdzili dekrety Synodów w Antiochii.

#### Uniewinnienie Atanazego
Niewinność Atanazego została potwierdzona na Soborze w Serdyce. Przygotowano dwa listy soborowe, jeden do duchowieństwa i wiernych Aleksandrii, drugi do biskupów Egiptu i Libii, w których ogłoszono wolę soboru. W międzyczasie Euzebianie rzucili klątwę na Atanazego i jego zwolenników. Prześladowania stronnictwa ortodoksyjnego wybuchły z nową siłą, a Konstancjusz został skłoniony do przygotowania drastycznych środków przeciwko Atanazemu i oddanym mu kapłanom. Wydano rozkazy, zgodnie z którymi należy skazać Atanazego na śmierć, jeśli spróbuje ponownie objąć swe stanowisko, w związku z czym biskup wycofał się z Serdyki do miasta Nisz w Myzji, gdzie obchodził Wielkanoc w roku 344. Hozjusz przewodniczył soborowi w Serdyce (przewodniczył ponadto pierwszegmu soborowi nicejskiemu), na którym - analogicznie jak podczas synodu z roku 341 – uznano Atanazego za niewinnego. Swoją ostatnią Wielkanoc na wygnaniu obchodził w Akwilei w kwietniu 345 r., przyjęty przez biskupa Fortunatianusa.
Synod w Serdyce wysłał emisariusza, aby powiadomił Konstancjusza o swoim odkryciu. Cesarz ponownie przemyślał swoją decyzję z powodu listu z pogróżkami od swojego brata Konstansa i niestabilnej sytuacji na granicy perskiej, toteż zdecydował się ustąpić. Jednak potrzebne były trzy oddzielne listy, aby przezwyciężyć naturalną niepewność Atanazego. Kiedy w końcu biskup zgodził się na spotkanie z Konstancjuszem, cesarz odbył z nim uprzejmą rozmowę i triumfalnie odesłał go z powrotem na swoją stolicę, rozpoczynając dziesięć lat pokoju. W tym czasie starał się wzmocnić wiarę w Egipcie oraz rozszerzyć ją w innych krajach (Etiopii, Arabii), popierał ośrodki monastyczne i pustelnicze, pisał dzieła teologiczne.

#### Synod mediolański i potępienie Atanazego
Papież Juliusz zmarł w kwietniu 352, a jego następcą został Liberiusz. Przez dwa lata biskup Rzymu sprzyjał sprawie Atanazego; ale w końcu skazany na wygnanie, został nakłoniony do podpisania dwuznacznego oświadczenia (tzw. trzeciej formuły syrmijskiej), w której nie było treści bezpośrednio niezgodnych z ustaleniami soboru nicejskiego I (starannie pominięto w niej wielki tekst nicejski pt. „homoousion”). W 355 r. miał miejsce Synod mediolański, na którym – pomimo energicznego sprzeciwu garstki lojalnych prałatów wśród zachodnich biskupów – ogłoszono światu czwarte potępienie Atanazego. Z rozproszonymi przyjaciółmi, Hozjuszem na wygnaniu i Liberiuszem potępionym jako papież przyzwalający na ariańskie formuły, szanse na ucieczkę Atanazego były znikome. W nocy 8 lutego 356 r., podczas nabożeństwa w kościele św. Tomasza, wtargnęła banda uzbrojonych mężczyzn, aby go aresztować, co było początkiem jego trzeciego wygnania. Święty przebywał w trakcie wygnania na pustyni gdzie tworzył swe dzieła teologiczne.

#### Skazanie Atanazego na Synodzie w Arles
Gilmartin pisze: „Z rozkazu Konstancjusza, jedynego władcy Cesarstwa Rzymskiego po śmierci jego brata Konstansa, odbył się Synod w Arles w 353, któremu przewodniczył Wincenty, biskup z Kapui, w imieniu papieża Liberiusza. Ojcowie przerażeni groźbami cesarza, zadeklarowanego arianina, zgodzili się na skazanie Atanazego. Papież odmówił przyjęcia ich decyzji i poprosił cesarza o zwołanie innego synodu, na którym można było swobodnie zbadać zarzuty stawiane Atanazemu. Konstancjusz zgodził się na to, ponieważ czuł iż miał kontrolę nad synodem mediolańskim”.

#### Prześladowania biskupów popierających Atanazego
W 355 roku w Mediolanie zebrało się trzystu biskupów, większość z Zachodu i tylko kilku ze Wschodu. Spotkali się w kościele w Mediolanie. Wkrótce potem cesarz rozkazał im udać się do sali w Pałacu Cesarskim, kończąc w ten sposób jakąkolwiek swobodną debatę. Cesarz nakazał duchownym wyznać wiarę według ariańskiej formuły, a każdemu, kto się sprzeciwi – zagroził wygnaniem i śmiercią. Wszyscy, z wyjątkiem Dionizego (biskupa Mediolanu) i dwóch legatów papieskich – Euzebiusza z Vercelli i Lucyfera z Cagliari, zgodzili się na ariańskie wyznanie wiary i potępienie Atanazego. Ci, którzy odmówili, zostali zesłani na wygnanie. Dekrety zostały przekazane papieżowi do zatwierdzenia, ale zostały odrzucone z powodu przemocy, jakiej poddano biskupów.

### Trzecie Wygnanie (356–362)

#### Dzieła
Dzięki wpływom frakcji Euzebiusza w Konstantynopolu, biskup ariański, Jerzy z Kapadocji, został wyznaczony do rządzenia stolicą biskupią w Aleksandrii w 356 r. Atanazy, po kilku dniach przebywania w sąsiedztwie miasta, ostatecznie wycofał się na pustynię Górnego Egiptu gdzie pozostał przez sześć lat, prowadząc żywot mnicha i poświęcając się tworzeniu szeregu pism, takich jak List do mnichów i Cztery przemowy przeciwko arianom. Bronił także własnego niedawnego postępowania w Przeprosinach dla Konstancjusza i Przeprosinach za jego ucieczkę. Wytrwałość Konstancjusza w opozycji do Atanazego, w połączeniu z doniesieniami, które Atanazy otrzymał o prześladowaniach nie-arian przez ariańskiego biskupa Jerzego z Laodycei, skłoniły Atanazego do napisania bardziej emocjonalnego dzieła pt. Historia Arian, w której opisał Konstancjusza jako prekursora Antychrysta.

#### Śmierć Konstancjusza i powrót Atanazego
Konstancjusz zmarł 4 listopada 361 r., a jego następcą został Julian Apostata. Ogłoszenie wstąpienia na tron nowego cesarza było sygnałem do wybuchu powstania pogan przeciwko wciąż dominującemu odłamowi Arian w Aleksandrii. Jerzy, biskup-uzurpator, został uwięziony i zamordowany. Nieznany prezbiter o imieniu Pistus został wybrany przez Arian na jego następcę, gdy nadeszły wieści, które dały nadzieję ortodoksyjnemu odłamowi. Julian wydał edykt zezwalający wygnanym biskupom „Galilejczyków” na powrót do ich „miast i prowincji”, w związku z czym Atanazy wrócił do Aleksandrii 22 lutego 362 r.

#### Sobór w Aleksandrii
W 362 roku Atanazy zwołał sobór w Aleksandrii i przewodniczył mu wraz z Euzebiuszem z Vercelli, na którym zamierzał rozstrzygnąć zagadnienia dotyczące wiary. Atanazy apelował o jedność wśród wszystkich wyznawców chrześcijaństwa, nawet jeśli istniały różnice w kwestii stosowanej terminologii. To przygotowało grunt pod zdefiniowanie przez niego ortodoksyjnej doktryny o Trójcy Świętej. Jednak sobór był również skierowany przeciwko tym, którzy negowali boską naturę Ducha Świętego, ludzką duszę Chrystusa oraz jego boskość. Wobec biskupów-heretyków zastosowano łagodne środki, którzy pokutowali, ale głównym przywódcom, którzy głosili poważne herezje, wymierzono surowsze kary.

#### Edykt Juliana i kolejne wygnanie Atanazego
Z charakterystycznym dla siebie zapałem zabrał się do odbudowy nieco osłabionej pozycji partii ortodoksyjnej i rozwiania wszelkich teologicznych niepewności. Aby wyjaśnić nieporozumienia, które powstały w ciągu poprzednich lat, podjęto próbę dalszego określenia znaczenia formułarzów nicejskich. W międzyczasie Julian – który przypuszczalnie stał się nagle zazdrosny o wpływ, jaki Atanazy wywierał w Aleksandrii – skierował rozkaz do Ekdycjusza, prefekta Egiptu, nakazujący kategoryczne wydalenie przywróconego prymasa; jako podstawę rozkazu podano, iż nie został on objęty cesarskim aktem łaski. Edykt został przekazany biskupowi przez człowieka zwanego Pythicodorus Trico, który, choć opisany został w „Chronicon Athanasianum” (XXXV) jako „filozof”, wydaje się zachowywać z niezwykłą brutalnością. 23 października lud zgromadził się wokół wyklętego biskupa, aby zaprotestować przeciwko dekretowi cesarskiemu; jednak Atanazy wezwał ich do poddania się, pocieszając ich obietnicą, że jego nieobecność będzie krótka.

### Czwarte wygnanie (362–363)
W 362 roku Julian, znany ze swojego wrogiego stosunku wobec chrześcijaństwa, nakazał Atanazemu ponowne opuszczenie Aleksandrii. Biskup wyjechał do Górnego Egiptu, pozostając tam z Ojcami Pustyni aż do śmierci władcy 26 czerwca 363 r. Atanazy wrócił potajemnie do Aleksandrii, gdzie otrzymał dokument od nowego cesarza Jowiana, przywracając mu ponownie funkcje biskupie.
Jego pierwszym aktem było zwołanie soboru, który potwierdził warunki Nicejskiego wyznania wiary. Na początku września 363 r. wyruszył do Antiochii nad Orontesem, niosąc list synodalny, w którym zawarte były postanowienia tego soboru. W Antiochii odbył rozmowę z Jowianem, który przyjął go łaskawie, a nawet poprosił o przygotowanie wykładu o ortodoksyjnej wierze. W lutym 364 r. Jowian zmarł.

### Rządy Walensa i piąte wygnanie (364 r.)
Po śmierci Jowiana na tron wstąpił cesarz Walens, co dało nowe życie stronnictwu Arian. Władca wydał dekret wypędzający biskupów, którzy zostali zdetronizowani przez Konstancjusza, a którym Jowian zezwolił na powrót do swoich biskupstw. Wiadomość ta wywołała największą konsternację w Aleksandrii, a prefekt, z obawy o zamieszki wśród ludu, zapewnił publicznie, że szczególny przypadek Atanazego zostanie przedstawiony cesarzowi. Wydaje się jednak, że Atanazy domyślił się, co potajemnie przygotowywano przeciwko niemu, w związku z czym w październiku 364 roku biskup niepostrzeżenie opuścił Aleksandrię i zamieszkał w chacie poza miastem. Walens, który wydawał się szczerze obawiać możliwych konsekwencji kolejnych rozruchów, w ciągu kilku tygodni wydał rozkazy, które pozwoliły Atanazemu wrócić do jego siedziby. Niektóre wczesne doniesienia mówią, że w trakcie wygnania Atanazy przebywał w rodzinnym grobowcu swoich przodków na chrześcijańskim cmentarzu. Atanazy głosił kazania i pisał dzieła teologiczne wyjaśniające Tajemnicę Wcielenia, zdefiniowaną na soborze w Nicei (325 r.) za czasów jego młodości.

### Ostatnie lata i śmierć
Po powrocie do Aleksandrii Atanazy spędził ostatnie lata na naprawianiu wszystkich szkód wyrządzonych we wcześniejszych latach przemocy, sprzeciwu i wygnania. Bez przeszkód wznowił pisanie i głoszenie kazań i ponownie podkreślił pogląd na Wcielenie, który został zdefiniowany w Nicei. Tuż przed swoją śmiercią, 2 maja 373 r., Atanazy wyświęcił jednego ze swych prezbiterów, Piotra II - na swojego następcę. Atanazy, dożywszy blisko osiemdziesięciu lat, zmarł w Aleksandrii w nocy z 2 na 3 maja 373 r., spokojnie leżąc we własnym łożu, otoczony przez prezbiterów kościoła aleksandryjskiego i opłakiwany przez wiernych.

## Poglądy teologiczne
Atanazy Wielki jest znany przede wszystkim jako autor pism apologetycznych zwalczających poglądy arian na temat Wcielenia. W swych pracach bronił ortodoksyjnej nauki o współistotności Słowa Bożego (Logosu) z Bogiem Ojcem, czyli boskiej natury Jezusa, a także dogmatycznych prawd dotyczących Wcielenia i Odkupienia. Był w tym propagatorem i interpretatorem nauczania soboru nicejskiego (325 r.), który potępił nauczanie chrystologiczne Ariusza, pochodzącego z Libii w Afryce Północnej prezbitera Kościoła aleksandryjskiego.
Biskup Aleksandrii bronił też Boskiej Natury Ducha Świętego jako Trzeciej Osoby Trójcy przeciw macedonianom w dwóch dziełach Listy do Serapiona (Ad Serapionem) i O Duchu Świętym.
Argumentacja Atanazego wynikała z obserwacji prostej wiary Kościoła, który w swej praktyce modlitewnej i liturgicznej nie tylko kierował się do Ojca przez Syna, lecz również wprost do Chrystusa. Z ariańskiego punktu widzenia chrześcijanie adorowali stworzenie, czyli popełniali bałwochwalstwo. Liturgiczna cześć oddawana Chrystusowi w Kościołach chrześcijańskich świadczyła o wyznawaniu Boskiej natury Zbawiciela.
Jednym z podstawowych argumentów za boskością Syna i Ducha Świętego był dla Atanazego nakaz misyjny Jezusa Chrystusa, w którym Pan polecił udzielać chrztu: w imię Ojca i Syna i Ducha Świętego (Mt 28,19). Atanazy wykazywał, że gdyby uznać, iż arianie mają rację, wówczas sama formuła chrztu byłaby poleceniem się, jednocześnie, Stwórcy i dwom stworzeniom, co z chrztu robiłoby hybrydę. „Nie powinniśmy być chrzczeni w imię Niepowstałego i Powstałego (…), lecz w imię Ojca i Syna i Ducha Świętego”. Jak zauważył Michael Fiedorowicz, ponieważ trynitarna formuła chrztu powstała jeszcze przed kontrowersją wywołaną przez Ariusza, dlatego argument ten miał dużą siłę dowodową jako świadek wiary Kościoła.
Swą argumentacją przeciwko arianom w obronie Bóstwa Chrystusa i jedności Osoby Boskiej Chrystusa, będącej hipostazą dwóch natur, przyczynił się pośrednio do umocnienia rozumienia dogmatycznego tytułu Maryi jako „Bożej Rodzicielki” – Theotokos. Jest też autorem licznych dzieł pastoralnych, ascetycznych, egzegetycznych i historyczno-polemicznych, m.in. Żywota św. Antoniego, w którym opisał życie nestora mnichów egipskich, Antoniego i sformułował reguły życia zakonnego.
Niektórzy przypisywali mu autorstwo atanazjańskiego wyznania wiary (jego nazwa pochodzi właśnie od św. Atanazego Wielkiego).

## Dzieła
- O wcieleniu Słowa, przeł. Michał Wojciechowski, Warszawa 1998 ATK PSP 61, s. 90.
- Apologie, przeł. Jan Ożóg SJ, oprac. Stanisław Kalinkowski, ks. Emil Stanula, Warszawa 1979 ATK PSP 21, s. 219.
- Listy do Serapiona, przeł. Stanisław Kalinkowski, wprow. Henryk Pietras SJ, Kraków 1996 Wydawnictwo WAM ŹMT 2, s. 154.

## Kult świętego
W 553 r., na soborze konstantynopolitańskim II, uznano św. Atanazego doktorem Kościoła.
Jego kult w Kościele prawosławnym ma charakter powszechny. Jest jednym z najbardziej czczonych przez Cerkiew biskupów pierwszych wieków chrześcijaństwa.
Relikwie

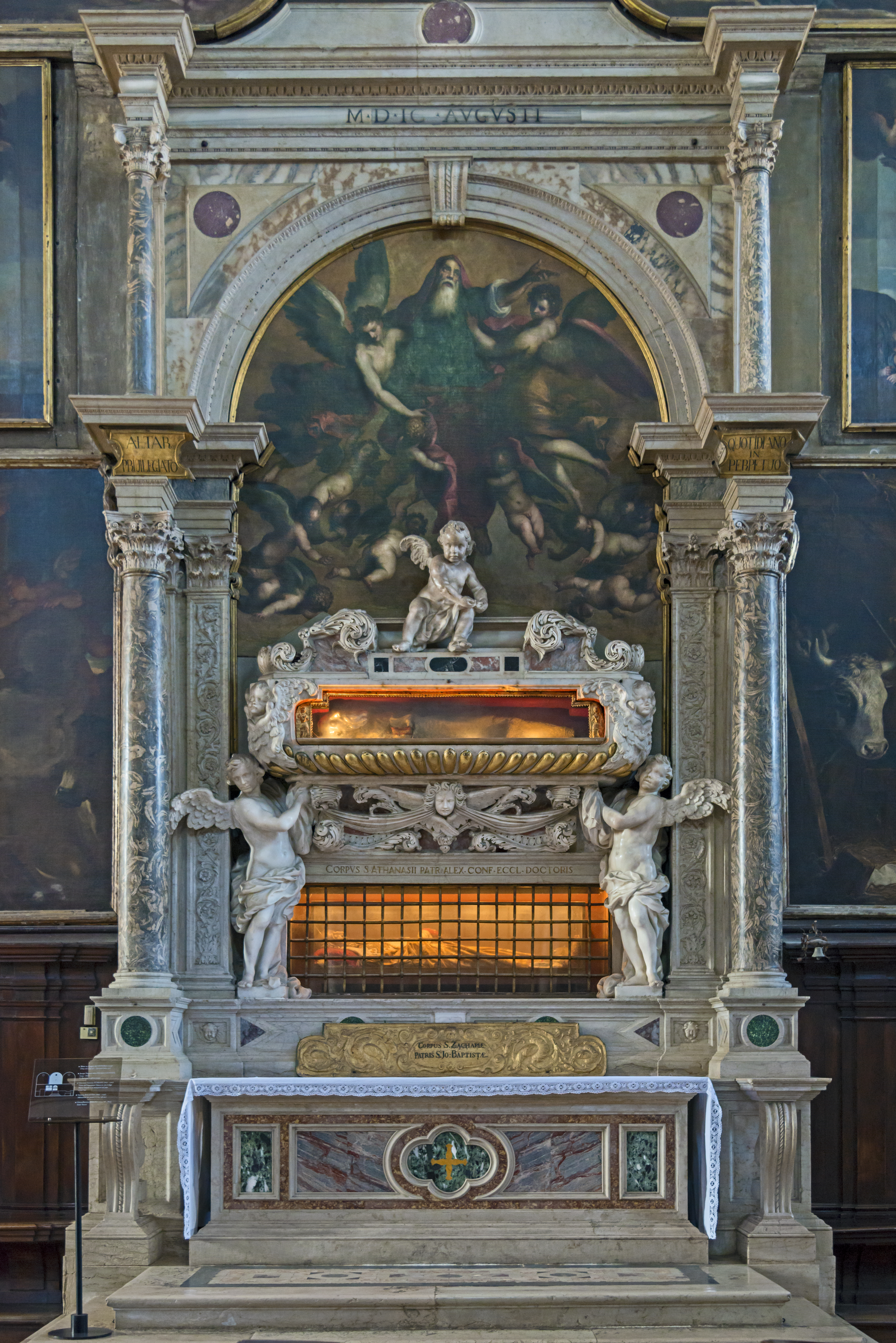
Relikwiarz Atanazego Wielkiego w Wenecji.

Św. German I przeniósł ciało św. Atanazego do kościoła Mądrości Bożej (Hagia Sofia) w Konstantynopolu w czasie najazdu Arabów. Król Baldwin, w XII wieku, podarował ramię świętego mnichom z Monte Cassino, a ciało znalazło się w kościele benedyktynek w Wenecji. Od 1806 r. relikwie znajdują się w kościele św. Zachariasza. Czaszka świętego znajduje się w opactwie benedyktynów w Valvanera, natomiast w rzymskim kościele pw. św. Atanazego znajduje się część jego ramienia.
Ikonografia
Na ikonach święty przedstawiany jest w bizantyńskich szatach biskupich z dużymi krzyżami. W obu dłoniach trzyma Ewangelię. Ma szeroką, siwą brodę i łysinę czołową. Często towarzyszy mu św. Cyryl, arcybiskup aleksandryjski.
W sztuce zachodniej przedstawiany jest w stroju biskupa rytu łacińskiego lub ortodoksyjnego, czasami jako kardynał albo mnich.
Jego atrybutami są: łódka, rylec, zwój.

## Dzień obchodów
Wspomnienie liturgiczne w Kościele katolickim obchodzone jest w dzień śmierci świętego (2 maja).
Z dniem tym związane jest przysłowie: „Choć dziś Atanazy, pal w piecu dwa razy”.
Cerkiew prawosławna wspomina Świętego dwukrotnie:
- 2/15 maja[27], tj. 15 maja według kalendarza gregoriańskiego (rocznica śmierci),
- 18/31 stycznia, tj. 31 stycznia razem ze św. Cyrylem.